# Biophytum aeschynomenifolia
Biophytum aeschynomenifolia är en harsyreväxtart som beskrevs av André Guillaumin. Biophytum aeschynomenifolia ingår i släktet Biophytum och familjen harsyreväxter. Inga underarter finns listade i Catalogue of Life.